# Управлінська звітність
Управлінська звітність – система обліково-аналітичної інформації у вигляді взаємопов’язаних показників, що сформовані на підставі узагальнення і систематизації цільової фінансової і нефінансової інформації  про діяльність підприємства і його структурних підрозділів, призначена для внутрішніх менеджерів з метою планування, контролю та прийняття рішень поточного і стратегічного характеру, сформована у вигляді звітів у формі і в терміни, що відповідають запитам користувачів.